# Prasanta Chandra Mahalanobis
Prasanta Chandra Mahalanobis, född 29 juni 1893, död 28 juni 1972, var en indisk statistiker mest känd för Mahalanobisavstånd samt för banbrytande bidrag till teorin för storskaliga stickprovsundersökningar.